# Macrogyrus canaliculatus
Macrogyrus canaliculatus là một loài bọ cánh cứng trong họ van Gyrinidae. Loài này được Frogatt miêu tả khoa học năm 1907.